# Grand Prix automobile d'Interlagos 1949
Le Grand Prix automobile d'Interlagos 1949 (IV Grande Prêmio de Interlagos) est un Grand Prix qui s'est tenu sur le circuit d'Interlagos le 27 mars 1949.

## Classement de la course
| Pos. | Pilote            | Écurie              | Châssis       | Tours | Temps/Abandon     |
| ---- | ----------------- | ------------------- | ------------- | ----- | ----------------- |
| 1    | Luigi Villoresi   | Scuderia Ambrosiana | Maserati 4CLT | 15    | 1 h 20 min 30 s 9 |
| 2    | Francisco Marques | Privé               | Maserati 4CL  | 15    | + 2 min 19 s 9    |
| 3    | Andres Fernandez  | Privé               | Maserati 4CL  | 15    | + 2 min 20 s 8    |
| 4    | Alberto Ascari    | Scuderia Ambrosiana | Maserati 4CLT | 14    | + 1 tour          |
| 5    | Chico Landi       | Privé               | Maserati 4C   | 14    | + 1 tour          |
| Abd. | Giuseppe Farina   | Scuderia Ferrari    | Ferrari 125C  | 3     | Collision         |

- Légende: Abd.=Abandon - Np.=Non partant.